# Heteropatriarchat
Als Heteropatriarchat (Akronym von Hetero-[Sexualität] und Patriarchat) wird ein gesellschaftspolitisches System verstanden, in dem das männliche Geschlecht und die Heterosexualität über andere soziale Geschlechter und andere sexuelle Orientierungen herrschen. Die Theorie sagt aus, dass die Diskriminierung von Frauen und der LGBT-Gemeinschaft durch das gleiche sexistische Sozialprinzip hervorgerufen wird.
Aus feministischer Sicht bezieht sich der Begriff „Patriarchat“ auf den Vater als Oberhaupt der Familienhierarchie (vergleiche den römischen pater familias), und damit auf die Unterordnung der Frauen gegenüber den Männern. Laut der Queer-Theorie der 1970er- und 1980er-Jahre und der Infragestellung der Heteronormativität und der Geschlechtsbinarität wird diese Herrschaft nicht nur in Bezug auf Geschlecht (die Vorherrschaft von Männern über Frauen oder männlich über weiblich), sondern auch in Bezug auf Sexualität (Heteronormativität oder Heterosexualität über andere sexuelle Orientierungen und die Cisgender über andere Geschlechts-Identitäten) verstanden.
Das Heteropatriarchat ist ein System sozialer Herrschaft, in dem heterosexuelle Männer privilegiert und für machohaftes Verhalten belohnt werden. Umgekehrt erhalten Frauen, die sich weigern, sich typisch weiblich zu verhalten, oder die sozial als männlich gesehenes Verhalten aufzeigen, einen sozialen Nachteil. Historisch gesehen manifestiert sich dies in ökonomischen und gesellschaftlichen Nachteilen, wie Lohnunterschieden für denselben Job oder Hindernisse beim Erlangen von Führungspositionen für Frauen oder für homosexuelle Männer.
Das Heteropatriarchat ist eine der Facetten der intersektionalen feministischen Analyse, die verwendet wurde, um die moderne Sozialstruktur zu erklären. Diese beruht nach der feministischen Analyse auf einem hierarchischen System von ineinandergreifenden Macht- und Unterdrückungskräften. Diese Strukturen werden durch geschlechtsspezifische Normen verstärkt, die den Frauen und Männern Merkmale von Weiblichkeit und Männlichkeit zuordnen. Eine der Grundlagen dieser dichotomen Sichtweise ist die Kernfamilie als Modell der typischen Familieneinheit, die die Notwendigkeit von zwei heterosexuellen Eltern mit der Fähigkeit, Nachkommen zu produzieren, vorgibt. Dieses Familienmodell wird durch verschiedene soziale Institutionen wie der Religion, dem Bildungssystem oder den Arbeitsplatz verstärkt. Paradoxerweise wurde die LGBT-Gemeinschaft auch in diesem heteropatriarchalen Modell durch die gleichgeschlechtliche Ehe integriert. Durch die Gleichstellung der gleichgeschlechtlichen Ehe werden  nicht-monogame Beziehungen nach wie vor als nicht gleichwertig angesehen.
Die heteropatriarchale Weltanschauung der Gesellschaft wurde durch den Kolonialismus gefördert und erweitert. Durch die europäische Kultur und deren Hegemonie wurden auch in anderen Teilen der Welt Geschlechterordnungen mit einem anderen Verständnis von Gesellschaft und Geschlecht verdrängt.